# East End (Arkansas)
East End è un census-designated place (CDP) degli Stati Uniti d'America, situato in Arkansas, nella contea di Saline.